# Maroko na Letnich Igrzyskach Olimpijskich 2020
Maroko na Letnich Igrzyskach Olimpijskich 2020 reprezentowało 44 zawodników : 30 mężczyzn i 14 kobiet. Był to 15 start reprezentacji Maroko na letnich igrzyskach olimpijskich.

## Zdobyte medale[3]
| Medal | Zawodnik            | Dyscyplina    | Konkurencja                            | Rezultat | Data       |
| ----- | ------------------- | ------------- | -------------------------------------- | -------- | ---------- |
| Złoto | Soufiane El Bakkali | Lekkoatletyka | bieg na 3000 m z przeszkodami mężczyzn | 8:08,90  | 2 sierpnia |

## Skład kadry

### Boks
| Zawodnik         | Konkurencja             | 1/16             | 1/8              | Ćwierćfinał      | Półfinał         | Finał            | Finał   | Źródło |
| Zawodnik         | Konkurencja             | Przeciwnik Wynik | Przeciwnik Wynik | Przeciwnik Wynik | Przeciwnik Wynik | Przeciwnik Wynik | Miejsce | Źródło |
| ---------------- | ----------------------- | ---------------- | ---------------- | ---------------- | ---------------- | ---------------- | ------- | ------ |
| Mohamed Hamout   | waga piórkowa mężczyzn  | Shahbakhsh P 0-5 | NQ               | NQ               | NQ               | NQ               | 17.     | [ 4 ]  |
| Abdelhaq Nadir   | waga lekka mężczyzn     | Colin P 1-4      | NQ               | NQ               | NQ               | NQ               | 17.     | [ 5 ]  |
| Mohamed Assaghir | waga półciężka mężczyzn | Chatajew P RSC   | NQ               | NQ               | NQ               | NQ               | 17.     | [ 6 ]  |
| Youness Baalla   | waga ciężka mężczyzn    | Bye              | Nyika P 0-5      | DSQ              | DSQ              | DSQ              | DSQ     | [ 7 ]  |
| Rabab Cheddar    | waga musza kobiet       | Davison P 0-5    | NQ               | NQ               | NQ               | NQ               | 17.     | [ 8 ]  |
| Oumaïma Belahbib | waga półśrednia kobiet  | Bye              | Łysenko P 0-5    | NQ               | NQ               | NQ               | 9.      | [ 9 ]  |

### Golf
| Zawodnik      | Konkurencja | Runda 1 | Runda 2 | Runda 3 | Runda 4 | Łącznie | Łącznie | Łącznie | Źródło |
| Zawodnik      | Konkurencja | Wynik   | Wynik   | Wynik   | Wynik   | Wynik   | Par     | Pozycja | Źródło |
| ------------- | ----------- | ------- | ------- | ------- | ------- | ------- | ------- | ------- | ------ |
| Maha Haddioui | kobiety     | 72      | 74      | 70      | 69      | 285     | + 1     | 43.     | [ 10 ] |

### Jeździectwo
Ujeżdżenie
| Zawodnik        | Koń                      | Konkurencja | Grand Prix | Grand Prix | Grand Prix Special | Grand Prix Special | Finał | Finał | Źródło               |
| Zawodnik        | Koń                      | Konkurencja | Wynik      | Poz.       | Wynik              | Poz.               | Wynik | Poz.  | Źródło               |
| --------------- | ------------------------ | ----------- | ---------- | ---------- | ------------------ | ------------------ | ----- | ----- | -------------------- |
| Yessin Rahmouni | Ujeżdżenie indywidualnie | All At Once | 66,599     | 44.        | NQ                 | NQ                 | NQ    | NQ    | [ 11 ] [ 12 ] [ 13 ] |

Skoki przez przeszkody
| Zawodnik                                         | Konkurencja   | Koń                                                         | Kwalifikacje | Kwalifikacje | Kwalifikacje | Kwalifikacje | Finał      | Finał       | Finał   | Pozycja | Źródło        |
| Zawodnik                                         | Konkurencja   | Koń                                                         | Kary         | Kary         | Łącznie      | Pozycja      | Kary       | Kary        | Łącznie | Pozycja | Źródło        |
| Zawodnik                                         | Konkurencja   | Koń                                                         | Przeszkody   | Limit czasu  | Łącznie      | Pozycja      | Przeszkody | Limit czasu | Łącznie | Pozycja | Źródło        |
| ------------------------------------------------ | ------------- | ----------------------------------------------------------- | ------------ | ------------ | ------------ | ------------ | ---------- | ----------- | ------- | ------- | ------------- |
| El Ghali Boukaa                                  | indywidualnie | Ugolino Du Clos                                             | 12           | 2            | 14           | 60.          | NQ         | NQ          | NQ      | 60.     | [ 14 ] [ 15 ] |
| Abdelkebir Ouaddar                               | indywidualnie | Istanbull V.h Ooievaarshof                                  | 16           | 0            | 16           | 63.          | NQ         | NQ          | NQ      | 63.     | [ 14 ] [ 15 ] |
| Ali Al-Ahrach                                    | indywidualnie | USA de Riverland                                            | EL           | EL           | EL           | EL           | EL         | EL          | EL      | EL      | [ 14 ] [ 15 ] |
| El Ghali Boukaa Abdelkebir Ouaddar Ali Al-Ahrach | drużynowo     | Ugolino Du Clos Istanbull V.h Ooievaarshof USA de Riverland | 10 6 21      | 0 0 0        | 37           | 13.          | NQ         | NQ          | NQ      | 13.     | [ 16 ] [ 17 ] |

### Judo
| Zawodnik       | Konkurencja | 1/16                | 1/8                 | Ćwierćfinał         | Półfinał            | Repasaże            | Finał / 3.miejsce   | Finał / 3.miejsce | Źródła |
| Zawodnik       | Konkurencja | Przeciwniczka Wynik | Przeciwniczka Wynik | Przeciwniczka Wynik | Przeciwniczka Wynik | Przeciwniczka Wynik | Przeciwniczka Wynik | Pozycja           | Źródła |
| -------------- | ----------- | ------------------- | ------------------- | ------------------- | ------------------- | ------------------- | ------------------- | ----------------- | ------ |
| Soumiya Iraoui | -52 kg (k)  | Warasiha W 10-00    | Giles P 10-00       | NQ                  | NQ                  | NQ                  | NQ                  | 9.                | [ 18 ] |
| Assmaa Niang   | -70 kg (k)  | Bellandi P 00-01    | NQ                  | NQ                  | NQ                  | NQ                  | NQ                  | 17.               | [ 19 ] |

### Kajakarstwo górskie
| Zawodnik     | Konkurencja | Eliminacje | Eliminacje | Eliminacje | Eliminacje | Eliminacje | Eliminacje | Półfinały | Półfinały | Finał | Finał   | Pozycja | Źródło |
| Zawodnik     | Konkurencja | P 1        | M.         | P 2        | M.         | Razem      | M.         | Czas      | Miejsce   | Czas  | Miejsce | Pozycja | Źródło |
| ------------ | ----------- | ---------- | ---------- | ---------- | ---------- | ---------- | ---------- | --------- | --------- | ----- | ------- | ------- | ------ |
| Mathis Soudi | K-1 (m)     | 93,86      | 7.         | 100,92     | 19.        | 93,86      | 15.        | 103,58    | 18.       | NQ    | NQ      | 18.     | [ 20 ] |
| Celia Jodar  | K-1 (k)     | 171,38     | 24.        | 258,46     | 27.        | 258,46     | 27         | NQ        | NQ        | NQ    | NQ      | 27.     | [ 20 ] |

### Karate
| Zawodnik       | Konkurencja     | Faza grupowa     | Faza grupowa     | Faza grupowa     | Faza grupowa     | Faza grupowa | Półfinały        | Finał            | Finał   | Źródło                             |
| Zawodnik       | Konkurencja     | Przeciwnik Wynik | Przeciwnik Wynik | Przeciwnik Wynik | Przeciwnik Wynik | Pozycja      | Przeciwnik Wynik | Przeciwnik Wynik | Pozycja | Źródło                             |
| -------------- | --------------- | ---------------- | ---------------- | ---------------- | ---------------- | ------------ | ---------------- | ---------------- | ------- | ---------------------------------- |
| Btissam Sadini | do 61 kg kobiet | Preković 1:3     | Serohina 1:1     | Farouk 0:5       | Grande 1:3       | 5.           | NQ               | NQ               | 9.      | [ 21 ] [ 22 ] [ 23 ] [ 24 ] [ 25 ] |

### Kolarstwo

#### Kolarstwo szosowe
| Zawodnik           | Konkurencja                    | Czas | Pozycja | Źródło |
| ------------------ | ------------------------------ | ---- | ------- | ------ |
| Mohcine El Kouraji | wyścig ze startu wspólnego (m) | DNF  | DNF     | [ 26 ] |

### Lekkoatletyka
Konkurencje biegowe
| Zawodnik               | Konkurencja               | Eliminacje | Eliminacje | Półfinał | Półfinał | Finał   | Finał   | Źródło |
| Zawodnik               | Konkurencja               | Wynik      | Miejsce    | Wynik    | Miejsce  | Wynik   | Miejsce | Źródło |
| ---------------------- | ------------------------- | ---------- | ---------- | -------- | -------- | ------- | ------- | ------ |
| Abdelati El Guesse     | 800 m (m)                 | 1:44,84    | 4.         | 1:46,85  | 8.       | NQ      | NQ      | [ 27 ] |
| Oussama Nabil          | 800 m (m)                 | 1:45,64    | 5.         | 1:46,42  | 4.       | NQ      | NQ      | [ 27 ] |
| Mostafa Smaili         | 800 m (m)                 | 1:46,05    | 4.         | NQ       | NQ       | NQ      | NQ      | [ 27 ] |
| Abdelatif Sadiki       | 1500 m (m)                | 3:36,23    | 5.         | 3:33,59  | 8.       | NQ      | NQ      | [ 28 ] |
| Anass Essayi           | 1500 m (m)                | 3:45,92    | 11.        | NQ       | NQ       | NQ      | NQ      | [ 28 ] |
| Soufiane El Bakkali    | 1500 m (m)                | DNF        | DNF        | NQ       | NQ       | NQ      | NQ      | [ 28 ] |
| Soufiyan Bouqantar     | 5 000 m (m)               | 13:43,97   | 12.        | N/A      | N/A      | NQ      | NQ      | [ 29 ] |
| Mohamed Tindouft       | 3000 m z przeszkodami (m) | 8:15,91    | 5.         | N/A      | N/A      | 8:23,56 | 13.     | [ 30 ] |
| Abdelkarim Ben Zahra   | 3000 m z przeszkodami (m) | 8:28,63    | 10.        | N/A      | N/A      | NQ      | NQ      | [ 30 ] |
| Soufiane El Bakkali    | 3000 m z przeszkodami (m) | 8:19,00    | 1.         | N/A      | N/A      | 8:08,90 | złoto   | [ 30 ] |
| Mohamed Reda El Aaraby | maraton (m)               | N/A        | N/A        | N/A      | N/A      | 2:12:22 | 11.     | [ 31 ] |
| Hamza Sahli            | maraton (m)               | N/A        | N/A        | N/A      | N/A      | 2:14:48 | 18.     | [ 31 ] |
| Othmane El Goumri      | maraton (m)               | N/A        | N/A        | N/A      | N/A      | 2:11:58 | 9.      | [ 31 ] |
| Rababe Arafi           | 800 m (k)                 | 2:00,96    | 3.         | 1:59,86  | 6.       | NQ      | NQ      | [ 32 ] |
| Rababe Arafi           | 1500 m (k)                | DNF        | DNF        | NQ.      | NQ.      | NQ.     | NQ.     | [ 33 ] |
| Rkia El Moukim         | maraton (k)               | N/A        | N/A        | N/A      | N/A      | 2:40:10 | 56.     | [ 34 ] |

### Pływanie
| Zawodnik      | Konkurencja        | Eliminacje | Eliminacje | Półfinał | Półfinał | Finał | Finał   | Źródło |
| Zawodnik      | Konkurencja        | Czas       | Miejsce    | Czas     | Miejsce  | Czas  | Miejsce | Źródło |
| ------------- | ------------------ | ---------- | ---------- | -------- | -------- | ----- | ------- | ------ |
| Samy Boutouil | 100 m dowolnym (m) | 50,37      | 43.        | NQ       | NQ       | NQ    | NQ      | [ 35 ] |
| Lina Khiyara  | 200 m dowolnym (k) | 2:08,80    | 28.        | NQ       | NQ       | NQ    | NQ      | [ 36 ] |

### Podnoszenie ciężarów
| Zawodnik        | Konkurencja     | Rwanie | Rwanie  | Podrzut | Podrzut | Razem  | Pozycja | Źródło |
| Zawodnik        | Konkurencja     | Wynik  | Pozycja | Wynik   | Pozycja | Razem  | Pozycja | Źródło |
| --------------- | --------------- | ------ | ------- | ------- | ------- | ------ | ------- | ------ |
| Abderrahim Moum | -73 kg mężczyzn | 127 kg | 13.     | 151 kg  | 14.     | 278 kg | 14.     | [ 37 ] |

### Siatkówka

#### Siatkówka plażowa
| Zawodnik                         | Konkurencja | Faza grupowa                    | Faza grupowa                       | Faza grupowa               | Pozycja | Plat-off         | 1/8              | Ćwierćfinały     | Półfinały        | Finał            | Finał   | Źródło |
| Zawodnik                         | Konkurencja | Przeciwnik Wynik                | Przeciwnik Wynik                   | Przeciwnik Wynik           | Pozycja | Przeciwnik Wynik | Przeciwnik Wynik | Przeciwnik Wynik | Przeciwnik Wynik | Przeciwnik Wynik | Pozycja | Źródło |
| -------------------------------- | ----------- | ------------------------------- | ---------------------------------- | -------------------------- | ------- | ---------------- | ---------------- | ---------------- | ---------------- | ---------------- | ------- | ------ |
| Zouheir El Graoui Mohamed Abicha | mężczyzni   | Bryl Fijałek 0:2 (17:21, 11:21) | Evandro Schmidt 0:2 (14:21, 16:21) | Grimalt 0:2 (14:21, 12:21) | 4.      | NQ               | NQ               | NQ               | NQ               | NQ               | 19.     | [ 38 ] |

### Surfing
| Zawodnik       | Konkurencja | Eliminacje | Eliminacje | Eliminacje | Eliminacje | 1/8 finału              | Ćwierćfinał      | Półfinał         | Finał/3 miejsce  | Pozycja | Źródło |
| Zawodnik       | Konkurencja | Runda 1    | Runda 1    | Runda 2    | Runda 2    | 1/8 finału              | Ćwierćfinał      | Półfinał         | Finał/3 miejsce  | Pozycja | Źródło |
| Zawodnik       | Konkurencja | Wynik      | Miejsce    | Wynik      | Miejsce    | Przeciwnik Wynik        | Przeciwnik Wynik | Przeciwnik Wynik | Przeciwnik Wynik | Pozycja | Źródło |
| -------------- | ----------- | ---------- | ---------- | ---------- | ---------- | ----------------------- | ---------------- | ---------------- | ---------------- | ------- | ------ |
| Ramzi Boukhiam | mężczyźni   | 10,23      | 2.         | N/A        | N/A        | Bourez P (9,40 - 12,43) | NQ               | NQ               | NQ               | 9.      | [ 39 ] |

### Strzelectwo
| Zawodnik         | Konkurencja | Kwalifikacje | Kwalifikacje | Finał | Finał   | Źródło        |
| Zawodnik         | Konkurencja | Wynik        | Pozycja      | Wynik | Pozycja | Źródło        |
| ---------------- | ----------- | ------------ | ------------ | ----- | ------- | ------------- |
| Ibtissam Marirhi | skeet (k)   | 117          | 16.          | NQ    | NQ      | [ 40 ] [ 41 ] |

### Szermierka
| Zawodnik        | Konkurencja              | 1/32             | 1/16               | 1/8              | Ćwierćfinały     | Półfinały        | Finał/o 3. miejsce | Finał/o 3. miejsce | Źródło |
| Zawodnik        | Konkurencja              | Przeciwnik Wynik | Przeciwnik Wynik   | Przeciwnik Wynik | Przeciwnik Wynik | Przeciwnik Wynik | Przeciwnik Wynik   | Pozycja            | Źródło |
| --------------- | ------------------------ | ---------------- | ------------------ | ---------------- | ---------------- | ---------------- | ------------------ | ------------------ | ------ |
| Houssam El Kord | szpada indywidualnie (m) | N/A              | Wang Zijie W 15-14 | Siklósi P 13-15  | NQ               | NQ               | NQ                 | 14.                | [ 42 ] |

### Taekwondo
| Zawodnik           | Konkurencja     | 1/8                   | Ćwierćfinał          | Półfinał         | Repesaż          | Finał/3.miejsce  | Finał/3.miejsce | Źródło |
| Zawodnik           | Konkurencja     | Przeciwnik Wynik      | Przeciwnik Wynik     | Przeciwnik Wynik | Przeciwnik Wynik | Przeciwnik Wynik | Pozycja         | Źródło |
| ------------------ | --------------- | --------------------- | -------------------- | ---------------- | ---------------- | ---------------- | --------------- | ------ |
| Achraf Mahboubi    | -80 kg mężczyzn | Cissé W 21-11         | Al-Sharabaty P 15-17 | NQ               | Ordemann P 10-25 | NQ               | 7.              | [ 43 ] |
| Oumaima El-Bouchti | -49 kg kobiet   | Sim Jae-young P 10-19 | NQ                   | NQ               | NQ               | NQ               | 11.             | [ 44 ] |
| Nada Laaraj        | -57 kg kobiet   | Zolotic P 4-11        | NQ                   | NQ               | İlgün P 6-6      | NQ               | 7.              | [ 45 ] |

### Triathlon
| Zawodnik      | Konkurencja | Pływanie | Zmiana 1 | Jazda na rowerze | Zmiana 2 | Bieg  | Czas    | Pozycja | Źródło |
| ------------- | ----------- | -------- | -------- | ---------------- | -------- | ----- | ------- | ------- | ------ |
| Mehdi Essadiq | mężczyźni   | 17:58    | 0:48     | 58:13            | 0:40     | 35:46 | 1:53:25 | 45.     | [ 46 ] |

### Wioślarstwo
| Zawodnik        | Konkurencja | Eliminacje | Eliminacje | Repasaż | Repasaż | Ćwierćfinały | Ćwierćfinały | Półfinały | Półfinały       | Finał   | Finał      | Miejsce | Źródło |
| Zawodnik        | Konkurencja | Czas       | M.         | Czas    | M.      | Czas         | M.           | Czas      | M.              | Czas    | M.         | Miejsce | Źródło |
| --------------- | ----------- | ---------- | ---------- | ------- | ------- | ------------ | ------------ | --------- | --------------- | ------- | ---------- | ------- | ------ |
| Sarah Fraincart | W1x         | 8:32,78    | 5.         | 8:42,78 | 5.      | N/A          | N/A          | 8:43,90   | 2. Półfinał E/F | 8:25,38 | 5. Finał E | 29.     | [ 47 ] |

### Zapasy
| Zawodnik        | Konkurencja                    | 1/8              | Ćwierćfinał      | Półfinał         | Repesaż 1        | Finał            | Finał   | Źródło |
| Zawodnik        | Konkurencja                    | Przeciwnik Wynik | Przeciwnik Wynik | Przeciwnik Wynik | Przeciwnik Wynik | Przeciwnik Wynik | Pozycja | Źródło |
| --------------- | ------------------------------ | ---------------- | ---------------- | ---------------- | ---------------- | ---------------- | ------- | ------ |
| Zijad Ajt Ikram | -77 kg mężczyzn styl klasyczny | DNS              | NQ               | NQ               | NQ               | NQ               | 13.     | [ 48 ] |